# Helstamsmetoden
Helstamsmetoden är en skogsavverkningsteknik som innebär att de fällda och kvistade träden inte upparbetas vid avverkningsplatsen, utan transporteras till avlägg vid bilväg. Vid avlägget sker eventuellt apteringen, eller så kapas träden till stockar först vid industrin. Helstamsmetoden används främst i mindre teknologiskt utvecklade länder som har mycket grov skog med hårda trädslag (till exempel tidigare oavverkad urskog) medan man i det skandinaviska skogsbruket utnyttjar kortvirkesmetoden. I USA och Kanada vinner de högproduktiva europeiska skogsmaskinerna för kortvirkesmetoden terräng men industrin där är mycket konservativ. 
I vissa typer av terräng, särskilt branta sluttningar, är helstamsmetoden än idag den enda möjligheten. Skotare och skördare kan inte konkurrera i framkomlighet med winschar respektive motorsågar.